# Wilczak (Karkonosze)
Wilczak (niem. Wolfsberg, 707 m n.p.m.) – szczyt w Karkonoszach, w obrębie Pogórza Karkonoskiego.
Położony we wschodniej części Pogórza Karkonoskiego, na wschód od Borowic. Leży pomiędzy doliną Czerwonki na północy i Jeleniego Potoku (Jeleniej Strugi) na południu.
Zbudowany z granitu karkonoskiego.
Cały masyw jest zalesiony.